# 弗里多姆 (愛達荷州-懷俄明州)
弗里多姆（英語：Freedom）位置橫跨美國愛達荷州卡里布縣與美國懷俄明州林肯縣兩州，在愛達荷州屬於非建制地區，而在懷俄明州則屬於人口普查指定地區。該地的面積10.4平方公里，人口214人。

## 地理
弗里多姆的座標為42°58′58″N 111°02′38″W / 42.98278°N 111.04389°W，而該地的平均海拔高度為1,761米（即5,777英尺）。